# Qruppo
Qruppo（クルッポー）は、日本のアダルトゲームブランド。

## 略歴
前身は同人サークルである「はとのす式製作所」。2018年にアドベンチャーゲーム『抜きゲーみたいな島に住んでる貧乳はどうすりゃいいですか?』をリリースさせ、ブランドデビューを果たした。同作は萌えゲーアワード2018においてシナリオ賞を受賞し、ブランドとしてもニューブランド賞を受賞するなど美少女ゲーム市場に一石を投じた。翌年にはその続編『抜きゲーみたいな島に住んでいる貧乳はどうすりゃいいですか? 2』をリリースさせ、ブランドデビューから1年で萌えゲーアワード2019大賞を獲得した。

## 作品
- 2018年7月27日 - 抜きゲーみたいな島に住んでる貧乳はどうすりゃいいですか?
- 2019年7月26日 - 抜きゲーみたいな島に住んでいる貧乳はどうすりゃいいですか? 2
- 2020年8月14日 - 抜きゲーみたいな島に住んでいる貧乳はどうすりゃいいですか? 2 スス子ルートアペンド
- 2021年12月24日 - 抜きゲーみたいな島に住んでいる貧乳はどうすりゃいいですか? 2 ヒナミアペンド
- 2022年1月28日 - ヘンタイ・プリズン

## イベント
- Qruppo音楽祭 - 2022年4月9日にCLUB CITTA'にて開催